# Macrolabis heraclei
Macrolabis heraclei är en tvåvingeart som först beskrevs av Johann Heinrich Kaltenbach 1862.  Macrolabis heraclei ingår i släktet Macrolabis och familjen gallmyggor. Inga underarter finns listade i Catalogue of Life.